# أحمد النور محمد الحلو
أحمد النور محمد الحلو (1946 - )،  مفتي جمهورية تشاد. ولد بقرية كرفي محافظة قوز بيضة ـ جمهورية تشاد.

## حياته
تلقى مبادئ تعليمه في تشاد ثم رحل إلى جمهورية السودان وواصل تعليمه على يد أئمة ذاك البلد، حيث درس العلوم الشرعية والدينية مع كوكبة من المشايخ منهم: الشيخ أحمد الفكي آدم والذي درس على يديه الفقه المالكي، ونفس المادة درسها على يد الشيخ عبد الله مختار، والشيخ على آدم وغيرهم من العلماء. وأخذ علوم اللغة العربية من نحو وغيره من عدد من المشايخ من أبرزهم د. سليمان يوسف خاطر. وأخذ علم الأصول وقواعد الفقه عن د. زين العابدين العبد محمد النور، و د. تجاني جادو. وأخذ علم الحديث والإسناد عن عدد من أئمة العصر منهم عثمان إسحاق، وحسين حسن جمعة، والعلوي المالكي، ومحمد عوامة السوري وغيرهم.

## مؤلفاته
له العديد من المؤلفات منها:
- نيل المقصود في شرح مراقي السعود في أصول الفقه
- شرح على العقيدة الطحاوية
- شرح على الخريدة البهية للقطب الدرديري
- رياض الجنة على إضاءة الدجنة في اعتقاد أهل السنة
- الفوائد الحديثية على القواعد الأساسية في علم الحديث
- منحة الباري على القواعد الأساسية في علم الحديث

## المناصب التي شغلها
- عضو المجلس الأعلى للشؤون الإسلامية.
- مدير إدارة المساجد بالمجلس الأعلى.
- المفتي العام لجمهورية تشاد.